# 20040 Tatsuyamatsuyama
20040 Tatsuyamatsuyama este o planetă minoră (asteroid) din centura de asteroizi. A fost descoperită pe 21 noiembrie 1992 la Geisei observatory⁠(d) de Tsutomu Seki. 
Obiectul prezintă o orbită caracterizată de o semiaxă mare de 2,445476 UAi, o excentricitate de 0,22, o înclinație de 7,49901 ° în raport cu ecliptica.